# Harrendorf (Hagen im Bremischen)
Harrendorf (niederdeutsch Harrendörp) ist ein Ortsteil der Ortschaft Bramstedt in der Einheitsgemeinde Hagen im Bremischen im niedersächsischen Landkreis Cuxhaven.

## Geografie

### Lage
Harrendorf liegt zwischen den Städten Bremerhaven und Bremen. Der Ortsteil befindet sich im nordöstlichen Teil der Einheitsgemeinde Hagen im Bremischen.

### Ortsgliederung
- Finna
- Finnaer Berg
- Harrendorf (Kernort)

### Nachbarorte
| Bramstedt | Bramstedt – Ortsteil Lohe                   |                                                                              |
|           | Kompassrose, die auf Nachbargemeinden zeigt | Axstedt (Landkreis Osterholz)                                                |
| Dorfhagen | Wulsbüttel – Ortsteil Albstedt              | Lübberstedt (Landkreis Osterholz) Osterholz-Scharmbeck (Landkreis Osterholz) |

(Quelle:)

## Geschichte

### Eingemeindungen
Die ehemals selbständige Gemeinde Finna wurde am 1. August 1929 in die Gemeinde Harrendorf eingegliedert.
Die Samtgemeinde Hagen entstand zum 1. Januar 1970 und umfasste mit Harrendorf zunächst 16 Gemeinden. Nach § 7 des Gesetzes zur Neugliederung der Gemeinden im Raum Bremervörde vom 13. Juni 1973 (Nds. GVBl. S. 183) wurde die zuvor eigenständige Gemeinde Harrendorf im Zuge der Gebietsreform in Niedersachsen, die am 1. März 1974 stattfand, in die Gemeinde Bramstedt eingegliedert.
Im Juni 2013 wurde beschlossen, die Samtgemeinde Hagen zum 1. Januar 2014 aufzulösen und aus ihrem Gebiet die Einheitsgemeinde Hagen im Bremischen mit seinen 16 Ortschaften zu bilden.

### Einwohnerentwicklung
| Jahr      | 1910  | 1925  | 1933  | 1939  | 1950  | 1956  | 1973  |
| --------- | ----- | ----- | ----- | ----- | ----- | ----- | ----- |
| Einwohner | 231 ¹ | 138 ² | 278   | 264   | 392   | 309   | 308   |
| Quelle    | [ 6 ] | [ 7 ] | [ 7 ] | [ 7 ] | [ 8 ] | [ 8 ] | [ 1 ] |

¹ das 1929 eingemeindete Finna (= 107 Einwohner) mit einberechnet

² das 1929 eingemeindete Finna (= ohne Einwohnerangabe) mit einberechnet
|  |

## Politik

### Ortsrat und Ortsbürgermeister
Harrendorf wird von dem Ortsrat der Ortschaft Bramstedt vertreten.

### Wappen
Der Entwurf des Kommunalwappens von Harrendorf stammt von dem Heraldiker und Wappenmaler Albert de Badrihaye, der zahlreiche Wappen im Landkreis Cuxhaven erschaffen hat.
| Wappen von Harrendorf | Blasonierung: „Gespalten, vorn in Grün der goldene Kopf eines Rehbocks mit Hals, hinten in Silber über einem schwarzen Hifthorn mit goldenen Beschlägen und goldenem Gehänge zwei grüne Tannen.“                 |
| Wappen von Harrendorf | Wappenbegründung: Der Kopf des Rehbocks und die Tannen weisen auf den Nadelwald mit dem Rehbestande hin. Das Hifthorn erinnert daran, dass der Ort schon im Jahre 1105 als „Hornendorp“ urkundlich erwähnt wird. |

## Kultur und Sehenswürdigkeiten

### Baudenkmale
- Wohn- und Wirtschaftsgebäude Harrendorf 5 von um 1900

### Vereine
- DRK – Ortsverein Harrendorf
- Freiwillige Feuerwehr Harrendorf
- Schützenverein Finna und Umgebung von 1898